# Irena Rospondek
Irena Rospondek, coniugata Sokuł e, successivamente, Amato (Cracovia, 1940), è un'ex cestista polacca.

## Carriera
Con la Polonia ha disputato i Campionati mondiali del 1959 e quattro edizioni dei Campionati europei (1960, 1964, 1966, 1968).